# حمله کاریاگین
لشکرکشی سرهنگ کاریاگین (روسی: Поход Полковника Карягина)، که در منابع ایرانی با عنوان «لشکرکشی قره‌باغ–گنجه» شناخته می‌شود، مجموعه‌ای از عملیات‌های یک گروه کوچک روسی بود که با هدف خریدن زمان در برابر ارتش ایران انجام شد.
سرهنگ روسی پاول کاریاگین مأموریت خود را با موفقیت به پایان رساند، هرچند بیشتر افراد گروهش کشته یا زخمی شدند.

## پیشینه
در سال ۱۸۰۵، پیمان کورکچای منعقد شد که بر اساس آن، روسیه منطقهٔ قره‌باغ را به خاک خود ضمیمه کرد.
با این حال، در همان زمان، جنگ ائتلاف سوم در اروپا جریان داشت و روسیه به‌طور فعال در آن شرکت کرده بود؛ بنابراین نمی‌توانست نیروهای زیادی را در قفقاز نگه دارد.
ایرانیان قصد داشتند از این فرصت استفاده کرده و قره‌باغ را بازپس بگیرند. برای این منظور، تلاش کردند تا ۱۰۰٬۰۰۰ سرباز گردآورند.
برای مقابله با این تهدید، پاول تسیسیانوف دو گروه نظامی به فرماندهی لنوویچ و کاریاگین تشکیل داد.
گروه لنوویچ پیش‌تر موفق شده بود نیروهای ایرانی را شکست دهد، و در همان زمان، کاریاگین در حال آماده‌سازی برای حرکت بود.

## کمپین
کاریاگین در تاریخ ۲۱ ژوئن حرکت کرد و سه روز بعد، در حومهٔ شاخبلاغ، مورد حملهٔ گروهی از ۳٬۰۰۰ سرباز ایرانی قرار گرفت.
نیروهای روس موفق شدند حمله را دفع کنند، اما ۱۹۷ نفر از آن‌ها کشته یا زخمی شدند.
در همان روز، کاریاگین نامه‌ای به تسیسیانوف نوشت: 
«اگر تعداد ایرانی‌ها را نادیده می‌گرفتم، با استفاده از تیرک‌ها راهی شوشا می‌شدم؛ اما شمار زیاد زخمی‌ها که امکان انتقالشان را ندارم، هرگونه تلاش برای ترک موقعیتی را که در آن مستقر شده‌ام، غیرممکن کرده است.»
در ۲۸ ژوئن، عباس میرزا با ارتشی متشکل از ۱۵٬۰۰۰ سرباز حمله‌ای جدید را آغاز کرد. روس‌ها به‌مدت یک روز کامل مقاومت کردند، اما گروه ستوان لیسنکو و ۳۲ سرباز دیگر به کاریاگین خیانت کرده و به طرف ایرانیان پیوستند. این خیانت باعث شد ایرانیان حملهٔ تازه‌ای ترتیب دهند که آن نیز توسط روس‌ها دفع شد. شمار کشته‌ها به ۹۰ نفر رسید و موارد فرار از خدمت نیز در میان نیروها ظاهر شد.
با این حال، خبرهای خوبی هم وجود داشت: یک گروه کوچک از روس‌ها با یورش به اردوگاه ایرانیان، آذوقه و تجهیزات آن‌ها را تصرف کرد، و بخش اصلی ارتش قلعهٔ شاخبلاغ را فتح کرده و پادگان آن را نابود ساخت. با رسیدن نیروهای تازه‌نفس به ارتش ایران، کاریاگین تصمیم گرفت زمان بخرد تا تسیسیانوف بتواند نیرو جمع‌آوری کرده و مذاکرات و تسلیم‌ها را آغاز کند. آن‌ها موفق شدند زمان لازم را به‌دست آورند و شبانه از ارتش ایران گریختند.
ایرانیان با مشاهدهٔ این عقب‌نشینی، گروه‌های پیشرو خود را به جلو فرستادند، اما کاریاگین بدون تلفات آن‌ها را عقب راند و در ۲۲ ژوئیه وارد الیزابت‌پُل شد. با این حال، عباس میرزا به بازماندگان ارتش کاریاگین که هنوز به شهر نرسیده بودند حمله کرد. ارتش ایران به ۳۰٬۰۰۰ نفر رسیده بود. کاریاگین با گردآوری ۵۷۰ نفر، ایرانیان را به‌طور کامل شکست داد و امنیت شهر تفلیس را تضمین کرد. پس از آن، او به نیروهای تسیسیانوف پیوست.

## پیامدها
لشکرکشی کاریاگین موفقیتی بزرگ بود: این عملیات تمام نقشه‌های ایران برای حمله به گرجستان و قره‌باغ را ناکام گذاشت و زمان لازم را برای حملهٔ مجدد روس‌ها فراهم کرد؛ به‌طوری‌که شاید بتوان آن را مهم‌ترین عملیات در طول جنگ دانست.

## حافظه
. گورستان اکنون به روی شرکت‌کنندگان در این لشکرکشی گشوده شده است. خود کاریاگین نشان سنت جورج و شمشیر طلایی را شخصاً از سوی تزار دریافت کرد.

## مرجع
Егоршина 2023, p. 493.
1. ↑  Егоршина 2023, p. 493.
2. ↑  Bournoutian 2021, p. 117.
3. ↑  Bournoutian 2021, p. 114.
4. ↑  Bournoutian 2021, p. 116.
5. ↑  Егоршина 2023, p. 495.
6. ↑  Bournoutian 2021, pp. 117-118.
7. 1 2  Potto 1889.

Bournoutian 2021, p. 117.
1. ↑  33 killed, 164 wounded[۵]